# Plectromerus louisantoini
Plectromerus louisantoini är en skalbaggsart som beskrevs av Henri Dalens och Touroult 2007. Plectromerus louisantoini ingår i släktet Plectromerus och familjen långhorningar. Inga underarter finns listade i Catalogue of Life.